# 理科生墜入情網，故嘗試證明。
《理科生墜入情網，故嘗試證明。》是山本アリフレッド所繪畫的日本漫畫作品，原於漫畫網站COMIC Meteor刊載短篇，5月25日開始正式連載。2019年1月9日宣佈改編電視動畫，並於隔年1月11日開始播放。2020年10月17日動畫二期製作確定，2022年4月1日開始播放。

## 故事簡介
如果對研究充滿熱情的理科女子和理科男子墜入愛河，會如何？彩玉大學理科研究生的才女冰室菖蒲向同一研究室的雪村心夜告白了。當然，「喜歡」是沒有邏輯根據的！但是，作為理工學專業的學生，「如果不能用邏輯證明自己的喜歡，就不能說是喜歡，作為理科也不合格！」以那個信念為基礎，兩人將研究室的成員捲入，關於「戀愛」的定義的證明實驗即將開始！約會實驗、喜歡的構成要素解析、心率測量實驗、情緒值的測量……充滿個性的理科生們用理論證明「戀愛」有笑有心跳的理科愛情喜劇！

## 登場角色

### 理工學研究科
雪村心夜
配音：内田雄馬、大地葉〈幼少期〉／熊谷健太郎（TVCM），演員：西銘駿
國立彩玉大學理工學研究科大學院1年級生。23歲，身高177cm。
習慣將一切事物加以定義及證明的天才型理科男。不擅長應付女性，雖然很關心後輩卻也很嚴厲，且總是為了研究與實驗而不擇手段或是忽略他人心情（不正經的方面）。也會因過於理性分析而對感情方面的事情較為遲鈍，與冰室因此爭吵過。不弄清楚世界的任何現象系統的話心情就會不舒暢。目前正在和冰室菖蒲相戀。
冰室菖蒲
配音：雨宮天／日笠陽子（TVCM），演員：淺川梨奈
國立彩玉大學理工學研究科大學院1年級生。23歲，身高170cm。
喜歡雪村心夜的理科女子。在年幼時期曾與雪村有一面之緣，因而嚮往成為理性又自信的理科生，任何時候都保持冷靜沉着以及敏鋭的思維；不過也有少女的一面，擅長料理。喜歡跟雪村撒嬌，若雪村跟其他女性親近便很容易吃醋，也為雪村的研究狂性格著迷卻又困擾。對冰室來說，和雪村研究討論是最無可替代的時光；因此就算確定了「喜歡」的定義以及兩人是喜歡對方的，兩人目前仍然正在繼續「好感度」的研究。目前正在和雪村相戀。
奏言葉
配音：原奈津子／三上枝織（TVCM），演員：矢野優花
國立彩玉大學工學部情報科學部4年級生。22歲，身高162cm。
雖然支持冰室與雪村的戀情，但也時常對前輩們對戀愛過於理性的行為感到無語。吐槽擔當。因為成長的種種經歷，十分執著於自己是否「普通」。高中時喜歡當時的數學老師高橋，也是現今喜歡數學的原因。在第二季12話中被式城綁架，後被雪村救出，並在綁架事件過後向池田研究室的大家表達自己喜歡上雪村的事實。
棘田惠那
配音：大森日雅，演員：荻野可鈴
國立彩玉大學理工學研究科大學院2年級生。24歲，身高142cm。
虎輔的青梅竹馬。室內派，極度熱愛遊戲的小惡魔系，喜歡穿著哥德蘿莉塔樣式的服裝。雖然個頭矮小，但總以大姊姊姿態玩弄其他後輩，尤其是虎輔。似乎有些傲嬌，會在背後做出努力而不明說，有時也會以前輩的身份給予後輩建議。雖然不常表現出來，但其實十分重視虎輔。
犬飼虎輔
配音：福島潤、藤原夏海〈幼少期〉，演員：藤田富
國立彩玉大學工學部情報科學部4年級生。22歲，身高179cm。
和棘田是青梅竹馬，無法違抗棘田。小時候被棘田影響而沉迷美少女遊戲，對美少女遊戲中的角色深深著迷，但也非常重視棘田，甚至現今所喜歡的遊戲角色與她十分相似。現今則因為常常被棘田戲弄而對她抱持著恐懼，但平時相處時又如親友般輕鬆無壓力，也不願看到她受到傷害。最近似乎漸漸在意起棘田。在漫畫第71集跟棘田告白。
池田嘉信
配音：置鮎龍太郎
國立彩玉大學理工學研究科，數理科學情報部門教授。49歲，身高185cm，已婚。
池田研究室的指導教授，肌肉發達，能夠隔空將西瓜切開。臉上總是掛著笑臉，平時平易近人，生氣時會非常可怕，肌肉也會增大。有著健忘與少根筋的一面，卻也很關心學生們。
山本亞梨華
配音：小倉唯
池田研究室畢業生，目前職業為漫畫家。身高165cm。與棘田是舊識。
得知雪村與冰室的戀愛研究後，決定將其畫成漫畫。為了漫畫題材可以不擇手段，無論是貶低自己或他人也在所不惜。

### 其他角色
藍香
配音：小見川千明
虎輔喜歡的美少女遊戲角色。
理科熊
配音：麻倉桃
一隻熊模樣的角色，在節目中負責向觀眾解說專業的科學用詞。
藤原翠雨
配音：山田麻莉奈
國立彩玉大學生體制御學科大學院2年級生。
克里斯·弗洛瑞德
配音：梶裕貴
國立彩玉大學生體制御學科大學院2年級生。
神谷圓香
配音：高柳知葉
國立彩玉大學教育學院學生。
谷口祥貴
配音：大久保貴
國立彩玉大學教育學院學生。
神樂野春
配音：長谷川玲奈
加納星條志
配音：近藤浩德
東京理工科大學數理情報工學部長。
加納研究室的指導教授，主持沖繩研究室集訓。興趣是劍道，經常隨身攜帶竹刀。
式城直哉
配音：山谷祥生
東京理工科大學數理情報工學科加納研究室學生。
雄一的朋友，與奏、虎輔參加同一場沖繩研究室集訓。在第二季12話中綁架了奏，其後趕來的雪村救出了奏，並因綁架事件而被警察帶走。
雄一
配音：近藤雄介
喜歡向女性搭訕男子。曾搭訕正做約會實驗的冰室，被暴怒的雪村趕走。後在沖繩海灘上想找棘田聊天，被虎輔一拳打倒。

## 出版書籍
| 冊數 | Flex Comix     | Flex Comix             | 東立出版社    | 東立出版社             |
| 冊數 | 發售日期       | ISBN                   | 發售日期      | ISBN                   |
| ---- | -------------- | ---------------------- | ------------- | ---------------------- |
| 1    | 2016年11月10日 | ISBN 978-4-593-85846-0 | 2019年6月14日 | ISBN 978-957-26-3202-4 |
| 2    | 2017年6月9日   | ISBN 978-4-593-85861-3 | 2020年4月6日  | ISBN 978-957-26-3203-1 |
| 3    | 2017年11月26日 | ISBN 978-4-593-85873-6 | 2020年9月4日  | ISBN 978-957-26-3204-8 |
| 4    | 2018年7月12日  | ISBN 978-4-86675-018-7 | 2022年1月20日 | ISBN 978-957-26-3205-5 |
| 5    | 2019年1月12日  | ISBN 978-4-86675-043-9 | 2024年2月19日 | ISBN 978-957-26-3206-2 |
| 6    | 2019年7月12日  | ISBN 978-4-86675-068-2 |               |                        |
| 7    | 2020年1月11日  | ISBN 978-4-86675-090-3 |               |                        |
| 8    | 2020年3月12日  | ISBN 978-4-86675-096-5 |               |                        |
| 9    | 2020年10月22日 | ISBN 978-4-86675-122-1 |               |                        |
| 10   | 2021年7月12日  | ISBN 978-4-86675-156-6 |               |                        |
| 11   | 2022年1月12日  | ISBN 978-4-86675-188-7 |               |                        |
| 12   | 2022年4月12日  | ISBN 978-4-86675-208-2 |               |                        |
| 13   | 2022年6月10日  | ISBN 978-4-86675-222-8 |               |                        |
| 14   | 2023年2月10日  | ISBN 978-4-86675-269-3 |               |                        |
| 15   | 2023年6月12日  | ISBN 978-4-86675-294-5 |               |                        |
| 16   | 2023年12月12日 | ISBN 978-4-86675-325-6 |               |                        |
| 17   | 2024年7月12日  | ISBN 978-4-86675-363-8 |               |                        |
| 18   | 2025年2月12日  | ISBN 978-4-86675-409-3 |               |                        |
| 19   | 2025年8月8日   | ISBN 978-4-86675-450-5 |               |                        |

## 電視動畫
2019年1月9日宣佈改編第一期電視動畫，動畫由ZERO-G製作，並於2020年1月11日首播。
第二期標題新增了「r=1-sinθ」。於2022年4月1日開始播出。

### 製作人員
- 原作：山本アリフレッド
- 導演：喜多幡徹
- 系列構成：池田臨太郎
- 人物設計：五十内裕輔
- 總作畫監督：五十内裕輔、牛島勇二
- 道具設計：新谷真昼（第1期）、狩野都（第2期）
- 美術監督：坂上裕文
- 美術設定：松山愛子
- 撮影監督：田中浩介
- 編集：宇都宮正記
- 音樂：hisakuni、平田祥一郎、大塚郁、高橋修平、曾木琢磨、髙橋祐子
- 音樂監督：今泉雄一
- 音樂製作：SUPA LOVE
- 音樂製作人：松原憲、横山學（第1期）
- 製片人：
第1期：藍沢亮、高木隆行、内林大道（証明5 - 証明12）、本木円、角田博昭、横山學、伊達光良、大和田智之、白井有希子、鈴木良兵、渡邊亞依、青木伸吾、成田拓也、山下友浩
第2期：中里浩彰、紀東輝、川名悠太、林信仁、宮田芳史、内林大道、本木円、田坂健太、鈴木良兵、小田学、大森慎司、白井有希子、川野和貴、米谷陵、成田拓也、尾崎穂乃香
- 動畫製作人：渡邊隆之
- 動畫製作：ZERO-G[2]
- 製作：動畫「理戀」製作委員會

### 主题曲
第一季
片頭曲「PARADOX」
作詞：藤原優樹，作曲、編曲：富田一輝、松原憲，主唱：雨宮天
片尾曲「圖靈之戀 feat.Sou」（チューリングラブ feat.Sou）
作詞、作曲、編曲：Nayutan星人，主唱：七音阿卡莉
第二季
片头曲「Love-Evidence」
作词：上坂梨纱、西野蒟蒻，作曲：saku，主唱：雨宫天
片尾曲
作词、作曲、编曲：HoneyWorks，主唱：CHiCO with HoneyWorks meets 

### 各話列表
| 話數   | 日文標題 | 中文標題                               | 劇本       | 分鏡       | 演出       | 作畫監督                                     |
| 第一期 | 第一期   | 第一期                                 | 第一期     | 第一期     | 第一期     | 第一期                                       |
| ------ | -------- | -------------------------------------- | ---------- | ---------- | ---------- | -------------------------------------------- |
| 證明1  |          | 理科生墜入情網，故嘗試分析。           | 池田臨太郎 | 喜多幡徹   | 大西健太   | 牛島勇二、橫田和彥                           |
| 證明2  |          | 理科生墜入情網，故嘗試實驗。           | 池田臨太郎 | 大西健太   | 殿水敦子   | 野口莉英子、狩野都                           |
| 證明3  |          | 理科生墜入情網，故嘗試訂立約會計劃。   | 橫手美智子 | 上田慎一郎 | 上田慎一郎 | 飯飼一幸、永田有香 片岡惠美子、迫江沙羅      |
| 證明4  |          | 理科生墜入情網，故嘗試約會。           | 橫手美智子 | 高本宣弘   | 鈴木薰     | 牛島勇二、德田夢之介 高橋隆子                |
| 證明5  |          | 理科生墜入情網，故嘗試開會。           | 池田臨太郎 | 室谷靖     | 室谷靖     | 牛島勇二、橫田和彥                           |
| 證明6  |          | 理科生墜入情網，故嘗試接吻。           | 橫手美智子 | 松園公     | 松井仁之   | 池田龍也、外山陽介 糸島雅彦、輿石曉 谷口繁則 |
| 證明7  |          | 理科生墜入情網，故嘗試開酒會。         | 池田臨太郎 | 西森章     | 宇都宮正記 | 野口莉英子、宮井加奈                         |
| 證明8  |          | 理科生墜入情網，故嘗試收集喜歡的證據。 | 橫手美智子 | 沖田宮奈   | 殿水敦子   | 迫江沙羅、飯飼一幸 片岡惠美子                |
| 證明9  |          | 理科生墜入情網，故嘗試前去沖繩合宿。   | 橫手美智子 | 高林久彌   | 高林久彌   | 狩野都、高橋隆子                             |
| 證明10 |          | 理科生墜入情網，故嘗試發表研究。       | 池田臨太郎 | 木田歲三   | 宇都宮正記 | 櫂容祥                                       |
| 證明11 |          | 理科生墜入情網，故嘗試吵架。           | 池田臨太郎 | 西森章     | 上田慎一郎 | 牛島勇二、橫田和彥                           |
| 證明12 |          | 嘗試證明你能收獲戀愛。                 | 池田臨太郎 | 喜多幡徹   | 喜多幡徹   | 高橋隆子、牛島勇二 野口莉英子                |
| 第二期 |          |                                        |            |            |            |                                              |
| 證明1  |          | 理科生墜入情網，故嘗試與情侶進行對比。 | 池田临太郎 | 喜多幡彻   | 喜多幡彻   | 五十内裕辅                                   |
| 證明2  |          | 理科生墜入情網，故嘗試尋找新的理論。   | 池田临太郎 | 西森章     | 中田裕见   | 日野岁三                                     |
| 證明3  |          | 理科生墜入情網，故嘗試睡午覺。         | 池田临太郎 | 冲田宫奈   | 志贺岳     | 五十内裕辅                                   |
| 證明4  |          | 理科生墜入情網，故嘗試去看演唱會。     | 池田临太郎 | 西森章     | 殿水敦子   | 波风立志                                     |
| 證明5  |          | 理科生墜入情網，故嘗試分析喜歡的數據。 | 池田临太郎 | 西森章     | 志贺岳     | 五十内裕辅                                   |
| 證明6  |          | 理科生墜入情網，故嘗試結束證明。       | 池田临太郎 | 西森章     | 真野玲     | 狩野都、山下敏成                             |
| 證明7  |          | 理科生墜入情網，故嘗試集體約會。       | 池田临太郎 | 冲田宫奈   | 志贺岳     | 五十内裕辅                                   |
| 證明8  |          | 理科生墜入情網，故嘗試向後輩告白。     | 池田临太郎 | 西森章     |            | 前田学史、永田有香、饭饲一辛、大野勉         |
| 證明9  |          | 理科生墜入情網，故嘗試為校園祭做準備。 | 池田临太郎 | 冲田宫奈   | 志贺岳     | 五十内裕辅                                   |
| 證明10 |          | 理科生墜入情網，故嘗試參加校園祭。     | 池田临太郎 | 西森章     | 殿水敦子   | 波风立志                                     |
| 證明11 |          | 理科生墜入情網，故嘗試結婚。           | 池田临太郎 | 西森章     | 真野玲     | 金泽龙、权容祥、                             |
| 證明12 |          | 嘗試證明，你可以堅持自己的本色。       | 池田临太郎 | 喜多幡彻   | 喜多幡彻   | 五十内裕辅                                   |

### 藍光版
| 卷數  | 發售日期     | 收錄話數      | 規格編號  |
| 第1期 | 第1期        | 第1期         | 第1期     |
| ----- | ------------ | ------------- | --------- |
| 1     | 2020年6月3日 | 第1話－第4話  | SC-0003   |
| 2     | 2020年7月3日 | 第5話－第8話  | SC-0004/5 |
| 3     | 2020年8月5日 | 第9話－第12話 | SC-0006   |

## 外部連結
- 理科生墜入情網，故嘗試證明。 （页面存档备份，存于） - COMICメテオ（日語）
- 電視動畫「理科生墜入情網，故嘗試證明。」官方網站 （页面存档备份，存于）（日語）
- 【官方】動畫&漫畫「理科生墜入情網，故嘗試證明。」的X（前Twitter）（日語）
- 電視劇「理科生墜入情網，故嘗試證明。〜」 （页面存档备份，存于） - Vap（日語）
- 電視劇&電影『リケ恋』的X（前Twitter）（日語）